# Sân vận động Canberra
Sân vận động Canberra (tiếng Anh: Canberra Stadium), còn được gọi là Sân vận động Bruce (vì lý do tài trợ, sân có tên gọi chính thức là Sân vận động GIO Canberra, hoặc đơn giản là Sân vận động GIO), là một cơ sở thể thao nằm liền kề với Học viện Thể thao Úc ở Canberra, thủ đô của Úc. Sân chủ yếu được sử dụng cho các trận đấu rugby league, bóng đá và rugby union. Đây là địa điểm thể thao lớn nhất tính theo sức chứa ở Canberra.